# Jarnsaxa (astronomia)
Jarnsaxa è un satellite naturale minore del pianeta Saturno.

## Storia
La scoperta di Jarnsaxa è stata annunciata da Scott Sheppard, David Jewitt, Jan Kleyna, Brian Marsden il 26 giugno 2006, in seguito ad osservazioni effettuate tra il 5 gennaio e il 29 aprile dello stesso anno. Prima di ricevere dall'Unione Astronomica Internazionale, nel settembre 2007, il nome ufficiale di Járnsaxa, dal nome della gigantessa amante di Thor secondo la mitologia norrena, il satellite era noto mediante la designazione provvisoria S/2006 S 6.

## Dati fisici
Jarnsaxa presenta un diametro di circa 6 km e orbita attorno a Saturno in moto retrogrado ad una distanza media di 18 556 900 km in 943,784 giorni.